# L'Emmerdeur
L'Emmerdeur és un film francès, dirigit per Francis Veber, que fou estrenat el 2008. És una versió de L'Emmerdeur del 1973 d’Édouard Molinaro, amb Lino Ventura i Jacques Brel, el guió dels quals va ser escrit per Francis Veber basat en la seva obra Le Contrat.

## Argument
Jean Milan (Richard Berry) és un sicari que ha de complir el seu "contracte" des de la seva habitació d'hotel amb vistes al palau de justícia de Niça on s'espera Randoni (Michel Aumont), testimoni clau en un judici per corrupció i home que serà abatut. El seu veí, François Pignon (Patrick Timsit), fotògraf de premsa abandonat per la seva dona (Virginie Ledoyen) que el va deixar pel Doctor Wolf (Pascal Elbé) , un reconegut neuròleg, intenta suïcidar-se penjant-se de les canonades del bany i provoca una inundació. Milan convenç al cambrer de l'hotel de no trucar a la policia, prometent que vigilarà ell mateix al depressiu per evitar que ho repeteixi. Aleshores es troba irremeiablement atrapat en els problemes de Pignon en detriment de la seva missió.

## Repartiment
- Patrick Timsit : François Pignon
- Richard Berry : Jean Milan
- Pascal Elbé : Edgar Wolf
- Laurent Paolini: noi d'habitació
- Virginie Ledoyen: Louise
- Michel Aumont: Randoni
- Stéphane Bierry: el fotògraf n.2
- Élizabeth Martichoux: el seu propi paper (la periodista de RTL al començament de la pel·lícula)
- José Paul: fotògraf n.1
- Cédric Chevalme: El gendarme n.1
- Laurie Lefret: La jove
- Mathieu Bisson: El caixer de la benzinera
- Jérémie Covilault: policia número 1
- Samuel Dupuy: El policia #2
- Philippe Beglia: El recepcionista de l'hotel
- Sandra Moreno: secretària de Wolf
- Corinne Masiero: Suzanne
- Andrée Damant: La vella
- Grégori Baquet: Llicenciat
- Frédéric d'Elia: El policia #3
- François-Paul Doussot: El fotògraf #3
- Guillaume Gallo-Manrique: un agent
- Louis Gensollen: el jove
- Pierre-Arnaud June: Accident de conductor
- Patrick Vo: les CRS
- Francis Veber: L'home empès per Milan (sense acreditar)

## Producció
Produïda després de la reactivació de l'obra de Veber al théâtre de la Porte-Saint-Martin a l'inici del curs 2005, amb Patrick Timsit i Richard Berry, aquest remake dun clàssic del cinema francès de l'autor original va ser un fracàs comercial a l'estrena. Francis Veber va declarar després: 
| « | Si bé l'obra va ser un gran èxit, vaig patir el fracàs de la meva vida amb la pel·lícula. Avui m'adono que hi ha certes religions que no es poden tocar. Però en aquell moment, realment vaig tenir la horrible impressió d'haver profanat una tomba. | » |

El productor delegat de la pel·lícula, Patrice Ledoux considera que aquest fracàs es deu al guió de la pel·lícula original, la història de la qual no es pot duplicar de manera idèntica 35 anys després

## Taquilla
La pel·lícula s'estrena a sales el dimecres 10 de desembre de 2008. Quan només li quedaven sis setmanes als cinemes només havia venut 240.720 entrades (incloent 37.133 a París).
La pel·lícula de 1973 va vendre 3.354.756 entrades.
Va obtenir menys de 2 milions €, amb un pressupost de més de 18 milions €, va ser un gran fracàs per a Francis Veber.